# Sebastiano Festa
Sebastiano Festa   (Villafranca Piemonte, 1490 (Gregorià) - Roma, 31 de juliol de 1524) va ser un compositor italià del Renaixement, actiu principalment a Roma. Tot i que la seva producció musical era petita, va ser un dels primers compositors de madrigals i va influir en altres primers compositors de madrigals, com Philippe Verdelot. És possible que estigués relacionat amb el seu més famós contemporani Costanzo Festa, un altre compositor primerenc de madrigal.

## Biografia
Era de Villafranca Sabauda a la província italiana del Piemont, no gaire lluny de Torí; el seu pare, anomenat Jacobinus, era un músic resident a Torí a la dècada de 1520. Probablement Jacobinus va ser el mestre de Festa. Tot i que és temptador suggerir que era el germà petit o una altra relació de la molt més famosos Festa de Costanzo, ja que eren de la mateixa regió, tenien una perspicàcia musical similar i tots dos van escriure madrigals, no n'han sorgit proves directes. Sebastiano apareix per primera vegada al registre en un manuscrit copiat entre 1516 i 1519, possiblement com a copista: el document conté motets per ell mateix i per Costanzo.
Va viure i va treballar a Roma a principis de la dècada de 1520, amb el genovès aristòcrata Ottobono Fieschi com el seu patró, i va treballar amb altres músics connectats amb el Papa Lleó X. Costanzo Festa havia estat cantant al cor de la Capella Sixtina des del 1517, de manera que és possible que ambdues festes vinguessin a Roma aproximadament al mateix temps. Sebastiano va rebre una canongia a la catedral de Torí el 1520, però va morir a Roma el 31 de juliol de 1524.

## Música i influència
Només s'han atribuït amb seguretat a Sebastiano Festa catorze composicions: quatre motets i deu madrigals. Altres set madrigals es consideren dubtosos. Les similituds d'estil entre l'obra de Sebastiano i Costanzo han dificultat algunes de les identificacions. Totes les seves obres són a quatre veus i la majoria dels madrigals que va publicar en un sol volum el 1526 a Roma, Libro primo de la croce: canzoni, frottole et capitoli, dels impressors Pasoti i Dorico a l'editorial de Giacopo Giunta.

La majoria dels madrigals de Festa conserven característiques texturals de la forma secular italiana anterior, la frottola, particularment en l'ús de l'homofonia i l'escriptura sil·làbica; no obstant això, el que els distingeix de la frottola i permet l'etiqueta de "madrigal", és el seu patró a la chanson francesa, esdevenint llavors influent a Itàlia; la seva negativa a repetir la mateixa música per a diferents línies de text i el seu ús de poesia com la de Petrarca, una influència del cardenal Pietro Bembo, la inspiració literària de la nova forma madrigal, que treballava a Roma en aquell moment.

Aquestes obres, tan senzilles com eren, van influir en altres madrigalistes primerencs com Philippe Verdelot, que va produir els seus primers madrigals al mateix temps o poc després de Festa. Un dels madrigals de Festa, O passi sparsi, basat en un sonet de Petrarca, va adquirir certa fama més enllà del cercle limitat de Festa. Es va copiar en molts manuscrits fins a mitjan segle i va aparèixer també en arranjaments instrumentals. Claudin de Sermisy, el compositor francès de cançó, fins i tot va basar-hi una missa paròdica, un destí comú per a una "bona sintonia" al segle xvi. Alberto da Ripa va fer un arranjament d'aquesta cançó per al llaüt, i Diego Pisador va fer un arranjament instrumental per a la viola al seu "Libro de Music de Vihuela" (Salamanca, 1552) sota el títol de "[Cancion Francesa] Sparci sparcium".